# Pretulit
Pretulit ist ein selten vorkommendes Mineral aus der Mineralklasse der „Phosphate, Arsenate und Vanadate“ mit der chemischen Zusammensetzung Sc[PO4] und damit chemisch gesehen ein Scandium-Phosphat.
Pretulit kristallisiert im tetragonalen Kristallsystem und entwickelt kleine, dipyramidale Kristalle oder unregelmäßige Körner bis etwa 200 μm Durchmesser mit einem diamantähnlichen Glanz auf den Oberflächen. In reiner Form ist Pretulit farblos und durchsichtig. Durch vielfache Lichtbrechung aufgrund von Gitterbaufehlern oder polykristalliner Ausbildung kann er aber auch durchscheinend weiß sein und durch Fremdbeimengungen eine rosa oder hell- bis dunkelorange Farbe annehmen.

## Etymologie und Geschichte
Erstmals entdeckt wurde Pretulit auf der Pretulalpe nahe Fürstenbauer in den Fischbacher Alpen im österreichischen Bundesland Steiermark. Die Erstbeschreibung erfolgte 1998 durch Franz Bernhard, Franz Walter, Karl Ettinger, Josef Taucher und Kurt Mereiter, die das Mineral nach seinem ersten Fundort benannten. Als Typlokalität wird allerdings der 100 Meter nordöstlich gelegene Höllkogel betrachtet, da in dessen Gestein die besten Proben zur vollständigen Analyse des Minerals gefunden wurden.
Das Typmaterial des Minerals wird im Landesmuseum Joanneum in Graz und im Naturhistorischen Museum Wien in Österreich sowie in der Mineralogischen Sammlung der TU Bergakademie Freiberg (Katalog-Nr. 78912 / c 7,5) aufbewahrt.

## Klassifikation
In der veralteten, aber teilweise noch gebräuchlichen 8. Auflage der Mineralsystematik nach Strunz gehörte der Pretulit zur Mineralklasse der „Phosphate, Arsenate und Vanadate“ und dort zur Abteilung der „Wasserfreie Phosphate [PO4]3−, ohne fremde Anionen“, wo er zusammen mit Chernovit-(Y), Wakefieldit-(Ce), Wakefieldit-(La), Wakefieldit-(Y), Xenotim-(Y) und Xenotim-(Yb) die „Xenotim-Gruppe“ mit der System-Nr. VII/A.14 bildete.
Die seit 2001 gültige und von der International Mineralogical Association (IMA) verwendete 9. Auflage der Strunz’schen Mineralsystematik ordnet den Pretulit ebenfalls in die Abteilung der „Phosphate usw. ohne zusätzliche Anionen; ohne H2O“ ein. Diese ist allerdings weiter unterteilt nach der relativen Größe der beteiligten Kationen, so dass das Mineral entsprechend seiner Zusammensetzung in der Unterabteilung „Mit ausschließlich großen Kationen“ zu finden ist, wo es ebenfalls zusammen mit Chernovit-(Y), Dreyerit, Wakefieldit-(Ce), Wakefieldit-(La), Wakefieldit-(Nd), Wakefieldit-(Y), Xenotim-(Y) und Xenotim-(Yb) die „Xenotim-Gruppe“ mit der System-Nr. 8.AD.35 bildet.
Auch die vorwiegend im englischen Sprachraum gebräuchliche Systematik der Minerale nach Dana ordnet den Pretulit in die Klasse der „Phosphate, Arsenate und Vanadate“ und dort in die Abteilung der „Wasserfreie Phosphate etc.“ ein. Hier ist er ebenfalls in der „Xenotim-Gruppe (Tetragonal: I41/amd)“ mit der System-Nr. 38.04.11 innerhalb der Unterabteilung „Wasserfreie Phosphate etc., A+XO4“ zu finden.

## Kristallstruktur
Pretulit kristallisiert tetragonal in der Raumgruppe I41/amd (Raumgruppen-Nr. 141) mit den Gitterparametern a = 6,59 Å und c = 5,81 Å sowie 4 Formeleinheiten pro Elementarzelle.

## Eigenschaften
Unter UV-Licht zeigt Pretulit nur eine schwache orange Fluoreszenz, unter Kathodenstrahlen dagegen eine kräftige, blaue Kathodolumineszenz.

## Bildung und Fundorte
Pretulit bildete sich in Lazulith-Quarz-Adern innerhalb von Phyllit-Glimmerschiefern. Als Begleitminerale können neben den bereits genannten Mineralen unter anderem noch Augelith, Bearthit, Chlorapatit, Florencit-(Ce), Fluorapatit, Goyazit, Hydroxylherderit, Klinochlor, Korund, Muskovit, Paragonit, Rutil, Wardit und Xenotim-(Y) auftreten.
Als seltene Mineralbildung konnte Pretulit nur an wenigen Fundorten nachgewiesen werden, wobei bisher (Stand 2014) etwas mehr als 10 Fundorte bekannt sind. Neben seiner Typlokalität Höllkogel und der Pretulalpe nahe Fürstenbauer trat das Mineral in Österreich noch auf den in der Umgebung von Freßnitzgraben-Krieglach gelegenen Bergen Freßnitzkogel, Granegg, Rotriegel und Wegscheidkreuz sowie einer Lazulithfundstelle nahe Traibach; im Ganztal im Bezirk Bruck-Mürzzuschlag und bei Schäffern im Bundesland Steiermark auf.
Des Weiteren kennt man Pretulit bisher nur noch aus Dolní Bory in der tschechischen Region Mähren, dem Steinbruch Bois-de-la-Roche in der Gemeinde Saint-Aubin-des-Châteaux im französischen Département Loire-Atlantique und der Smaragdmine Byrud bei Minnesund im norwegischen Fylke Akershus.